# Saverio Ragno
Saverio Ragno, né le 6 décembre 1902 à Trani et mort le 22 avril 1969 à Sacile, est un escrimeur italien, maniant l'épée et le fleuret.

## Carrière
Aux Jeux olympiques d'été de 1932 à Los Angeles, Saverio Ragni termine quatrième de l'épreuve individuelle d'épée et remporte la médaille d'argent par équipes, toujours à l'épée. Quatre ans plus tard aux Jeux de Berlin, il est sacré champion olympique en épée par équipes et vice-champion olympique en épée individuelle. Il remporte aussi avant la guerre de nombreuses médailles aux Championnats du monde : six médailles d'or (fleuret par équipes en 1930, 1931 et 1933, épée par équipes en 1931, 1933, et 1937), trois médailles d'argent (épée par équipe en 1930 et 1934, épée individuelle en 1933) et deux médailles de bronze (épée individuelle en 1933 et épée par équipes en 1938).
Après la Seconde Guerre mondiale, il complète son palmarès d'un titre mondial en fleuret par équipe en 1950, d'une médaille d'argent en fleuret par équipe aux Jeux olympiques d'été de 1948 à Londres, d'une médaille d'argent mondiale en fleuret par équipes en 1947 et d'une médaille de bronze mondiale en épée par équipe en 1947.
Il est également quintuple champion d'Italie à l'épée (1926, 1933, 1934, 1935 et 1939).

## Famille
Il est le père de l'escrimeuse Antonella Ragno-Lonzi, qui est mariée au joueur de water-polo Gianni Lonzi.